# Margilan
Margilan o Marg‘ilon (in usbeco Marg‘ilon/Марғилон; in russo Маргилáн, Margilán) è una città della Regione di Fergana in Uzbekistan.
Una leggenda racconta che la città fu fondata da Alessandro il Grande dove durante una sosta gli fu offerto pollo (murgh) e pane (nan), da cui il nome. Quel che è certo è che la città era un importante snodo della via della seta nel IX secolo a.C. Ancora oggi i mercanti della città svolgono un ruolo importante nei commerci di tutta l'Asia centrale e durante il dominio sovietico tenevano in mano il mercato nero della repubblica.
Margilan oggi ospita un impianto di lavorazione della seta, la Yodgorlik Silk Factory che impiega 450 operai e produce circa 6.000 metri di tessuto di alta qualità applicando solo metodi tradizionali. La vicina azienda Margilan Silk ne impiega altri quindicimila che, grazie a macchinari moderni, produce ben 22 milioni di metri quadrati di seta. Non è noto quando la lavorazione della seta sia stata introdotta nell'area, ma è certo che questa tradizione è molto antica.

## Monumenti e luoghi d'interesse
- Madrassa Said Akhmad Khodja del XIX secolo
- Moschea Toron, sempre del XIX secolo